# 洪马尼特
洪馬尼特（1981年10月17日—），柬埔寨總理洪森親王與夫人文拉妮的次男，排行第四。

## 生平
目前擔任柬埔寨皇家陸軍准將，長兄洪玛奈為柬埔寨皇家陸軍四星上將。洪馬尼特目前是國防部情報部副部長。妻子霍真达维為前國家警務處處長霍伦迪的女儿。